# 分叉
在密碼貨幣中，分叉含有數個定義：
- 一條区块链分開成兩條区块链
- 一个协议的改变[1] 或
- 两个区块拥有相同的高度[2]

为了维持货币过去的交易纪录，密码货币一般进行分叉以增加新功能或堵塞漏洞。 

## 类型
分叉可分为意外分叉和有意分叉。当两个或以上的矿工在几乎相同的时间成功挖到区块，便会出现意外分叉。 此时，矿工便会分别在两条分叉上各自挖矿，直至其中一条分叉比其他分叉更长。（这代表矿工对採纳哪一个分叉已达成共识）因此，矿工网络随后便会放弃挖掘其他分叉。被抛弃的区块被称为孤立区块。因此，不少密码货币使用者，均要求交易需要多次确认，以防止意外分叉使交易所在之区块变为无效。
有意分叉则对原区块链作出修改，可再分类如下：

### 硬分叉
硬分叉之中新分叉所产生之区块将被旧软件视为无效。因此所有参与者，包括交易伺服器以及矿工（节点），都必须更新软件，才能继续运行新分叉。如有节点组继续使用旧软件，而其他节点使用新的软件，便有可能产生分裂成两只货币。

### 软分叉
与硬分叉相比，软分叉所产生之区块能够被旧软件识别为有效区块，即区块向下兼容。然而，旧软件所产生之区块则未必在新规则下有效。